# Al-Ahly Sports Cultural and Social Club
L'Al-Ahly Sports Cultural and Social Club (in arabo النادي الأهلي الرياضي الثقافي الاجتماعي‎?, "club sociale, culturale e sportivo nazionale"), noto anche come Al-Ahly Bengasi, è una società calcistica libica con sede nella città di Bengasi. Milita nella massima divisione del campionato libico.

## Storia
Fondato nel 1947, dopo la fine della seconda guerra mondiale, da membri della confraternita dei Senussi in memoria del guerrigliero cirenaico Omar al-Mukhtar, nacque come società polisportiva in un periodo in cui, sotto l'amministrazione alleata della Libia, l'associazionismo politico erano bandito. Dopo l'indipendenza della Libia, il club perse la propria connotazione politica e durante il regime di Muʿammar Gheddafi fu più volte a rischio di scioglimento, vista la contrapposizione tra la tifoseria della squadra, sostenitrice della "ribelle" Cirenaica, e il dittatore tripolitano.
Negli anni a venire, parallelamente alla rivalità tra Bengasi e Tripoli, si accese, infatti, la rivalità tra l'Al-Ahly Bengasi e l'Al-Ahly Tripoli (in cui militava Saadi Gheddafi, figlio di Muʿammar), che si contendevano anche l'utilizzo del nome Al-Ahly (aggettivo sostantivato che in arabo significa "nazionale"). Le tensioni raggiunsero l'apice nel 2000, quando, nel corso di una partita tra le due squadre giocata a Bengasi, dopo il gol del vantaggio dei padroni di casa, alla compagine della capitale libica furono concessi dei controversi calci di rigore. I giocatori dell'Al-Ahly Bengasi abbandonarono il campo per protesta, ma furono invitati a rientrare sul terreno di gioco; il match si concluse sul 3-1 per l'Al-Ahly Tripoli. Nella successiva sfida contro l'Al-Akhdar di Beida, i tifosi dell'Al-Ahly Bengasi, con la squadra a rischio retrocessione, lasciarono il campo dopo la concessione di un calcio di rigore in favore del club avversario; decine di tifosi della squadra di Bengasi invasero poi le strade della città, sfilando con drappi e insegne che oltraggiavano il dittatore, raffigurato come un asino. Seguirono arresti e dure repressioni del regime, con tre condanne a morte, poi non eseguite, anche se uno dei tre condannati morì in carcere in circostanze non chiare. Il club fu bandito e i suoi uffici e centri di allenamento vandalizzati. Seguirono altre proteste e disordini a Bengasi, con i fan che, radunatisi attorno al mausoleo di Omar Mukhtar, inneggiavano al guerrigliero, definendosi suoi figli e combattenti per la libertà e gridando: "Non temiamo Abu Minyar" (soprannome della famiglia Gheddafi). Il regime rispose ordinando la distruzione del mausoleo e traslando la salma di Mukhtar per seppellirla vicino alla tomba del padre di Gheddafi, a Soloug.
Nel 2005 Gheddafi diede la possibilità di rifondare il club e tre anni dopo concesse 30 ettari di terra vicino al mare nella parte occidentale di Bengasi, da destinare alla squadra. In questo modo lo rese potenzialmente il club più ricco di Libia, sebbene non vi fossero le finanze necessarie a sviluppare la società.

## Palmarès

### Competizioni nazionali
- Campionato libico: 4

1969-1970, 1971-1972, 1974-1975, 1991-1992
- Coppa di Libia: 4

1985, 1988, 1991, 1996

### Competizioni regionali
- Campionato libico orientale: 6

1957, 1960, 1963, 1964, 1968, 1970
- Campionato di Bengasi: 4

1950, 1951, 1954, 1956

### Altri piazzamenti
- Campionato libico:

Secondo posto: 1964-1963, 1969-1968, 1971-1970, 1973-1972, 1976-1975, 1985-1984, 1991-1990, 1996-1995, 1998-1997, 2007-2008, 2009-2010, 2023-2024